# 终末神经
终末神经（英語：terminal nerve）又称终神经、端神经，即第0对脑神经，于1878年由德国科学家古斯塔夫·弗里奇在鲨鱼的大脑中发现，1913-14年在人体发现。1980年代末，该神经被命名为“第0对脑神经（cranial nerve 0，CN0）”。终末神经的功能并不完全明确，故在解剖学教科书中不常被提及。

## 结构
终末神经位于其它脑神经稍前方，是一个由无髓鞘的周围神经纤维束组成的微观神经丛。该神经丛在蛛网膜下腔（subarachnoid space），与筛板邻近。
由于非常细薄，终末神经在解剖中常被忽视，在开颅过程也中常被撕裂。因此，如要看到该神经，需要小心操作。

## 功能
尽管与嗅神经邻近，终末神经并不连接嗅觉的感受器“嗅球”。因此，有推测终末神经或为生物的退化结构，亦或是有参与对信息素的感知。